# George Stanich
George Anthony Stanich (ur. 4 listopada 1928 w Sacramento) – amerykański lekkoatleta specjalizujący się w skoku wzwyż, uczestnik letnich igrzysk olimpijskich w Londynie (1948), brązowy medalista olimpijski w skoku wzwyż. Po zakończeniu kariery lekkoatletycznej uprawiał koszykówkę

## Sukcesy sportowe
- zdobywca V (1949) i VI (1948) miejsca w mistrzostwach Stanów Zjednoczonych w skoku wzwyż[2]

| Rok  | Miasto | Zawody               | Konkurencja | Wynik         |
| ---- | ------ | -------------------- | ----------- | ------------- |
| 1948 | Londyn | Igrzyska olimpijskie | skok wzwyż  | brązowy medal |

## Rekordy życiowe
- skok wzwyż – 2,04 – Praga 18/08/1948